# Aconophora elongata
Aconophora elongata är en insektsart som beskrevs av Dietrich. Aconophora elongata ingår i släktet Aconophora och familjen hornstritar. Inga underarter finns listade i Catalogue of Life.